# Ahmed Eesa
Ahmed Eesa (ur. ?) – saudyjski piłkarz występujący podczas kariery na pozycji pomocnika.

## Kariera reprezentacyjna
Ahmed Eesa występował w reprezentacji Arabii Saudyjskiej w latach dziewięćdziesiątych.
W 1995 uczestniczył w Pucharze Konfederacji. Na tym turnieju wystąpił w obu meczach z Meksykiem i Danią. 